# Obergäriges Bier
Als Obergäriges Bier bezeichnet man Biersorten, die unter Einsatz von verschiedenen Stämmen obergäriger Hefe auf unterschiedliche Art und Weise gebraut wurden. Wesentliches Merkmal für das Bier ist, dass die Hefekolonien nach dem Brauvorgang oben auf dem Brausud schwimmen und abgeschöpft werden können.

## Biersorten
- Altbier
- Barley Wine
- Berliner Weißbier
- Bière de garde
- Blond Ale
- Boza
- Braunschweiger Mumme
- Breslauer Schöps
- Dampfbier
- Dinkelbier
- Emmerbier
- Geuze
- Gose
- Grätzer
- Imperial Stout
- Hövels Original
- India Pale Ale
- Keut
- Kölsch
- Lambic
- Lichtenhainer
- Nährbier
- Obergäriges Leichtbier
- Pale Ale
- Pumpkin Ale
- Roggenbier
- Scotch Ale
- Stout
- Süßbier / Malzbier
- Trappistenbier
- Weizenbier